# Licí (llibert)
Licí (en llatí Licinus) va ser un esclau d'origen gal de Juli Cèsar, que l'havia fet presoner de jovenet durant la guerra.
Es va guanyar la confiança del conqueridor fins al punt de convertir-se en el seu administrador. Cèsar li va donar la llibertat probablement per testament l'any 44 aC, ja que després és anomenat llibert d'August (August fou l'executor testamentari de Juli Cèsar).
Licini es va guanyar igualment el favor d'August i el 15 aC va ser nomenat governador de la Gàl·lia Transalpina, on va oprimir al poble i va saquejar el país en benefici propi. Els gals el van denunciar a l'emperador, que encara que el volia tractar durament, després va canviar de parer, ja que Licini li va mostrar les riqueses acumulades i les va oferir a August. Va quedar lliure i va poder conservar la seva propietat.
La seva fortuna era tan gran que el seu nom va esdevenir proverbial per indicar un home de gran riquesa, i se'l comparà amb Cras. Per honorar al seu patró va usar una part de la seva riquesa en l'erecció d'un edifici públic conegut per Basilica Julia (del nom de Juli Cèsar). Encara era viu quan Tiberi va iniciar el seu regnat l'any 14, però devia ser ja força vell.
La seva tomba de marbre a la via Salària era de les més esplèndides de Roma; el seu epitafi deia: "Marmoreo Licinus tumulo jacet, at Cato parvo, Pompeius nullo; quis putet esse deos ?".